# 2007年7月逝世人物列表
2007年逝世人物列表：1月 - 2月 - 3月 - 4月 - 5月 - 6月 - 7月 - 8月 - 9月 - 10月 - 11月 - 12月
2007年7月逝世人物列表，是用於匯總2007年7月期間逝世人物的列表。

## 依日期排序

### 1日
- Joerg Kalt，40歲，奧地利電影攝影師，自殺。[1]
- 羅伯特·麥克布萊德（Robert McBride），96歲，美國作曲家和樂器演奏家。[2]
- 科琳·麥克洛裡（Colleen McCrory），57歲，加拿大環保活動家，腦癌。[3]
- 大衛·裡奇森（David Ritcheson），18歲，美國仇恨犯罪受害者，跳樓自殺。[4]
- 格哈德·斯克羅貝克（Gerhard Skrobek），85歲，德國胡梅爾雕像雕塑家，心臟手術併發症。[5]

### 2日
- 菲力浦·布斯（Philip Booth），81歲，美國詩人和教育家，阿爾茨海默病併發症。[6]
- 罗伯特·布朗（Robert Brown），71歲，美國漫畫家，中風。[7]
- 卜拉欣·代比（Brahim Déby），27歲，乍得國家總統之子，前總統顧問，化學窒息。[8]
- Howell M. Estes II，92歲，越南戰爭期間的美國空軍將軍，心臟病。[9]
- Ray Goins，71歲，美國藍草音樂家。[10]
- 羅伯特·基頓（Robert Keeton），88歲，美國地方法院法官，哈佛法學院教授，肺栓塞併發症。[11]
- 彼得·萊曼（Peter Lyman），66歲，美國信息研究員，腦癌。[12]
- 約翰·平奇斯（John Pinches），91歲，英國賽艇運動員和士兵。[13]
- Dilip Sardesai，66歲，印度板球運動員，多器官衰竭。[14]
- 贝弗利·希尔斯（Beverly Sills），78歲，美國歌劇演員，肺癌。[15]
- 吉米·沃克（Jimmy Walker），63歲，美國籃球運動員（底特律活塞隊、休斯頓火箭隊、堪薩斯城國王隊），肺癌。[16]
- 艾爾·威廉姆斯，60歲，美國籃球運動員，肝癌。[17]
- 凱文·伍德科克（Kevin Woodcock），64歲，英國漫畫家。[18]
- Hy Zaret，99歲，美國作詞人（“Unchained Melody”）。[19]

### 3日
- 安妮·德雷德爾（Anne Dreydel），89歲，英國教育家，牛津英語中心聯合創始人。[20]
- 埃裡克·古拉格（Eric Gullage），63歲，加拿大政治家，癌症。[21]
- Beppie Noyes，87歲，美國作家，中風。[22]
- 克勞德·蓬皮杜（Claude Pompidou），94歲，法國前總理兼總統喬治·蓬皮杜（Georges Pompidou）的遺孀。[23]
- Boots Randolph，80歲，美國薩克斯管演奏家（“Yakety Sax”），腦溢血。[24]
- 戴夫·西蒙斯（Dave Simmons），58歲，英格蘭足球運動員（科爾切斯特聯隊，布倫特福德）。[25]

### 4日
- Barış Akarsu，28歲，土耳其搖滾音樂家，車禍。[26]
- Liane Bahler，25歲，德國自行車手，車禍。[27]
- 何塞·羅伯托·埃斯皮諾薩（JoséRoberto Espinosa），59歲，墨西哥足球運動員，教練和記者，肺炎和癌症。[28][29]
- 約翰尼·弗里戈（Johnny Frigo），90歲，美國爵士小提琴家和貝斯手，跌倒併發症。[30]
- 肯·麥克阿菲（Ken MacAfee），77歲，美式橄欖球運動員，心臟病發作。[31]
- 薇薇安·尼林（Vivienne Nearing），81歲，美國律師，捲入問答節目醜聞，腎上腺癌。[32]
- 比爾·平克尼（Bill Pinkney），81歲，美國歌手，是The Drifters的最後一位原始成員，可能心臟病發作。[33]
- X1,28歲，美國說唱歌手和 Onyx 附屬機構，自殺。
- 奧斯瓦爾多·羅莫（Osvaldo Romo），70歲，智利安全人員，因皮諾切特時期的侵犯人權、心臟和呼吸系統問題而被判入獄。[34]
- 泰德·羅（Ted Row），84歲，澳大利亞政治家。[35]
- 埃莉諾·斯圖爾特（Eleanor Stewart），94歲，美國電影和配音演員，阿爾茨海默病。[36]
- 恩里克·維亞納（Henrique Viana），71歲，葡萄牙演員和歌手，癌症。[37]

### 5日
- Régine Crespin，80歲，法國歌劇女高音，肝癌。[38]
- 奧迪爾·克里克（Odile Crick），86歲，英國出生的藝術家，癌症。[39]
- 大衛·希爾伯曼（David Hilberman），95歲，美國動畫師（《小鹿斑比》、《藍精靈》、《希曼》和《宇宙大師》），美國聯合製作公司（United Productions of America）聯合創始人。[40]
- Kerwin Mathews，81歲，美國演員（《辛巴達第七次航行》、《格列佛的三個世界》、《巨人殺手傑克》）。[41]
- 喬治·梅利（George Melly），80歲，英國爵士和藍調音樂家，肺癌。[42]
- 西爾萬·謝米茨（Sylvan Shemitz），82歲，美國中央車站傑斐遜紀念堂（Jefferson Memorial）的照明設計師，心臟病發作。[43]

### 6日
- 羅伯特·弗雷德里克·卡爾（Robert Frederick Carr），63歲，美國連環殺手。[44]
- Don Mumford，53歲，美國爵士鼓手。[45]
- 瑪格麗特·沃格特（Marguerite Vogt），94歲，美國脊髓灰質炎和癌症研究員。[46]
- 愛琳·韋爾恩（Eileen Wearne），95歲，1932年夏季奧運會澳大利亞運動員，澳大利亞現存最年長的奧運選手。[47]
- 凱薩琳·伍迪維斯（Kathleen Woodiwiss），68歲，美國浪漫作家，癌症。[48]
- 露易絲·懷斯（Lois Wyse），80歲，美國廣告主管，作家和專欄作家，胃癌。[49]

### 7日
- Ion Calvocoressi，88歲，英國士兵和股票經紀人。[50]
- 安妮·麥克拉倫夫人，80歲，英國遺傳學家和發育生物學家，唐納德·米奇的前妻，車禍。[51]
- 唐納德·米奇（Donald Michie），83歲，英國人工智慧研究員，安妮·麥克拉倫夫人（Dame Anne McLaren）的前夫，車禍。[51]
- 约翰·米切尔（John G. Mitchell），75歲，美國環境編輯和作家，《國家地理》（1994-2004），心臟病發作。[52]
- 傑克·奧德爾（Jack Odell），87歲，英國工程師，火柴盒玩具（Matchbox Toys）聯合創始人。[53]
- John Szarkowski，81歲，美國攝影策展人，中風併發症。[54]

### 8日
- Jindřich Feld，82歲，捷克作曲家。[55]
- Haroon-ul-Islam，巴基斯坦陸軍中校，被槍殺。[56]
- Itzik Kol，75歲，以色列電影製片人，肺炎。[57]
- Chandra Shekhar，80歲，印度總理（1990-1991年）和人民院成員，多發性骨髓瘤。[58]
- Jack B. Sowards，78歲，美國編劇（《星際迷航II：可汗之怒》），肌萎縮側索硬化症併發症。[59]

### 9日
- 埃斯特萬·阿雷塔，75歲，西班牙國際足球運動員和教練。[60]
- 約翰·貝克（John Baker），71歲，澳大利亞將軍，澳大利亞國防軍總司令（1995-1998）。[61]
- 漢斯·埃申布倫納（Hans Eschenbrenner），96歲，德國奧運射擊運動員。[62]
- 78歲的澳大利亞橄欖球聯盟邊鋒約翰·福格蒂（John Fogarty）為小袋鼠隊進行了兩次測試。[63]
- 約翰·希爾，83歲，美國律師和政治家，德克薩斯州總檢察長，德克薩斯州最高法院首席大法官，心臟病。[64]
- Jerry Ito，79歲，日裔美國演員，肺炎。[65]
- 查理斯·萊恩（Charles Lane），102歲，美國演員（《美好的生活》《你不能隨身攜帶》《史密斯先生去華盛頓》）。[66]
- 拉爾夫·帕芬巴格（Ralph Paffenbarger），84歲，美國醫生，他進行了一項關於運動，心力衰竭重要性的早期研究。[67]
- 佩妮·湯姆森（Penny Thomson），56歲，英國電影製片人，癌症。[68]
- 彼得·塔登納姆（Peter Tuddenham），88歲，英國配音演員（布萊克的7歲）。[69]
- 約翰·威爾遜（John Wilson），84歲，愛爾蘭政治家，塔奈斯特（1990-1993）。[70]

### 10日
- Theresa Duncan，40歲，美國電子遊戲設計師，自殺。[71]
- Tibor Feheregyhazi，75歲，匈牙利裔加拿大演員和戲劇導演，前列腺癌。[72]
- 德文·蓋恩斯（Devin Gaines），22歲，美國畢業生，獲得五個本科學位，溺水身亡。[73]
- 阿卜杜勒·拉希德·加齊（Abdul Rashid Ghazi），43歲，伊斯蘭馬巴德紅色清真寺的巴基斯坦神職人員，被槍殺。[74]
- 科爾賓·哈尼（Corbin Harney），87歲，美國西部肖肖尼領導人和環保活動家，癌症併發症。[75]
- 弗蘭克·基爾羅伊（Frank Kilroy），86歲，美式橄欖球運動員，新英格蘭愛國者隊的球探和總經理。[76]
- 愛德華·洛伯里（Edward Lowbury），93歲，英國細菌學家。[77]
- 道格·馬萊特（Doug Marlette），57歲，美國普利策獎得主漫畫家（葛根），車禍。[78]
- 瑪喬麗·摩根（Marjorie Morgan），92歲，加拿大作家，阿爾茨海默病。[79]
- 米雷婭·羅德裡格斯（Mireya Rodríguez），70歲，古巴奧運擊劍運動員。[80]
- 威廉·西格斯（William Seegers），106歲，德裔美國人，第一次世界大戰的最後一位退伍軍人，也是加利福尼亞州的最後一名第一次世界大戰退伍軍人。[81]
- 郑筱萸，62歲，中國官員，前國家食品藥品監督管理總局局長，被處決。[82]

### 11日
- 格倫達·亞當斯（Glenda Adams），68歲，澳大利亞作家，卵巢癌。[83]
- 沙格·克勞福德（Shag Crawford），90歲，美國棒球裁判（1956-1975）。[84]
- 比爾·弗林（Bill Flynn），58歲，南非演員，心臟病發作。[85]
- Livio Fongaro，69歲，義大利足球運動員和教練。[86]
- 理查·佛蘭克林（Richard Franklin），58歲，澳大利亞電影導演（Roadgames），前列腺癌。[87]
- Ove Grahn，64歲，瑞典足球運動員。[88]
- Nana Gualdi，75歲，德國歌手和演員。[89]
- 伯德·詹森夫人，94歲，美國第一夫人（1963-1969），自然原因。[90]
- 羅德·勞倫（Rod Lauren），67歲，美國演員，跳樓自殺。[91]
- 阿方索·洛佩斯·蜜雪兒森，94歲，哥倫比亞總統（1974-1978）和外交部長（1968-1970），心臟病發作。[92]
- 埃德·米爾維什（Ed Mirvish），92歲，加拿大零售業先驅，自然原因。[93]
- 吉米·斯金納（Jimmy Skinner），90歲，加拿大冰球教練（底特律紅翼隊）。[94]
- 蒂莫西·斯普裡奇（Timothy Sprigge），75歲，英國理想主義哲學家。[95]
- 拉裡·斯塔弗曼（Larry Staverman），70歲，美國籃球運動員，印第安那步行者隊第一任主教練（1967-1968）。[96]
- Medha Yodh，79歲，印度舞蹈家和舞蹈老師。[97]

### 12日
- 馬克·貝姆（Marc Behm），82歲，美國作家。[98]
- 羅伯特·布拉斯（Robert Burås），31歲，挪威吉他手，曾為Madrugada和My Midnight Creeps效力。[99]
- 布奇先生，56歲，美國無家可歸者，波士頓當地名人，滑板車事故。[100]
- 艾倫·克拉克（Allen Clarke），96歲，英國教育家。[101]
- 奈傑爾·登普斯特（Nigel Dempster），65歲，英國記者，進行性核上性麻痹。[102]
- Pat Fordice，71歲，美國廣播員和密西西比州第一夫人（1992-2000），癌症。[103]
- 何塞·伊格萊西亞斯·費爾南德斯，80歲，西班牙足球運動員（皇家馬德里），中風。[104]
- 福布斯·約翰斯頓，35歲，英國足球運動員（福爾柯克，艾爾德里安人）。[105]
- 吉姆·米切爾（Jim Mitchell），63歲，美國色情片製片人（《綠門背後》），心臟病發作。[106]
- 沈劍虹，98歲，臺灣外交官，台灣最後一任駐美國大使。[107]
- Kesha Wizzart，18歲，英國歌手和電視節目參賽者，被謀殺。[108]
- 斯坦·澤馬內克（Stan Zemanek），60歲，澳大利亞電臺主持人，腦癌。[109]

### 13日
- 哈裡·費恩（Harry Fain），88歲，美國家庭律師，肺炎。[110]
- 奧托·馮·德·加布倫茨（Otto von der Gablentz），76歲，德國外交官。[111]
- 哈立德·哈桑（Khalid Hassan），23歲，伊拉克記者（《紐約時報》），被槍殺。[112]
- 弗蘭克·馬赫（Frank Maher），78歲，英國特技演員。[113]
- Albert Putt，80歲，紐西蘭板球運動員。[114]
- 邁克爾·里頓（Michael Readon），42歲，美國自由單人登山者，溺水身亡。[115]

### 14日
- 愛德華·博伊斯（Edward Boyse），83歲，美國醫生，肺炎。[116]
- Eva Crackles，89歲，英國植物學家。[117]
- Nan Cross，79歲，南非反種族隔離活動家。[118]
- 老約翰·弗格森（John Ferguson），68歲，加拿大曲棍球運動員，總經理，教練和球探，前列腺癌。[119]
- 伯納德·佩格爾（Bernard Pagel），77歲，英國天體物理學家，癌症。[120]
- 約翰·沃倫德，第二代布倫蒂斯菲爾德男爵，86歲，英國士兵和貴族。[121]

### 15日
- Bluma Appel，86歲，加拿大慈善家和藝術贊助人，肺癌。[122]
- 阿爾貝托·羅芒·迪亞斯（Alberto Romão Dias），65-66歲，葡萄牙有機金屬化學家，IST教授。[123]
- 凱利·詹森（Kelly Johnson），49歲，英國吉他手（Girlschool），脊柱癌。[124][125]
- 基倫·摩爾（Kieron Moore），82歲，愛爾蘭演員（《紳士聯盟》《三重奏之日》）。[126]
- Schelto Patijn，70歲，荷蘭政治家，阿姆斯特丹市長（1994-2001）。[127]
- 曾灶財，85歲，香港塗鴉藝術家，其作品曾入選2003年威尼斯雙年展，患有心臟病。[128]

### 16日
- 安格斯·艾倫（Angus Allan），70歲，英國連環畫作家。[129]
- 西蒙娜·巴克（Simone Barck），62歲，德國當代歷史學家和文學學者。[130]
- 湯姆·布魯克斯（Tom Brooks），88歲，澳大利亞板球運動員（新南威爾士州）和國際裁判。[131]
- 米哈伊爾·科諾諾夫（Mikhail Kononov），67歲，俄羅斯演員（《來自未來的客人》《西伯利亞》《雙人火車站》），長期患病。[132]
- Skinny McNabb，90歲，美國職業棒球大聯盟底特律老虎隊球員。
- 德米特里·普里戈夫（Dmitri Prigov），66歲，俄羅斯詩人，心臟病發作。[133]
- 艾倫·謝潑德（Alan Shepherd），71歲，英國摩托車賽車手。[134]
- 庫爾特·斯泰勒（Kurt Steyrer），87歲，奧地利衛生部長和社會黨總統候選人，短暫生病後。[135]

### 17日
- 傑里米·布萊克（Jeremy Blake），35歲，美國視頻藝術家，溺水自殺。[136]
- 巴特·伯恩斯（Bart Burns），89歲，美國演員（米奇·斯皮蘭（Mickey Spillane）的邁克·哈默（Mike Hammer），《五月七日》（Seven Days in May），法蘭西斯（Frances）。[137]
- 彼得·丹寧（Peter Denning），57歲，英國板球運動員（薩默塞特郡），癌症。[138]
- 格蘭特·福斯伯格（Grant Forsberg），47歲，美國演員（《飛機、火車和汽車》、《百老匯獵犬》、《我的男人亞當》）。[139]
- Júlio Redecker，51歲，巴西社會民主黨領導人，航空事故。[140]
- 保羅·羅傑里奧·阿莫雷蒂·索薩（Paulo Rogério Amoretty Souza），60歲，SCI巴西主席，科林蒂安的律師，航空事故。[141]
- Teresa Stich-Randall，79歲，美國歌劇歌手。[142]

### 18日
- 韋恩·唐寧（Wayne Downing），67歲，美國退役陸軍將軍，腦膜炎。[143]
- 傑里·哈德利（Jerry Hadley），55歲，美國歌劇歌手，槍擊自殺。[144]
- 圖利切特爾的賈恩西男爵查理斯·賈恩西（Charles Jauncey，Baron Jauncey of Tullichettle），82歲，英國法律勳爵。[145]
- 約翰·克洛納斯（John Kronus），38歲，美國職業摔跤手（ECW），心力衰竭。[146]
- 加里·盧普爾（Gary Lupul），48歲，加拿大曲棍球運動員（溫哥華加人隊）。[147]
- Gordon MacWhinnie，85歲，英國出生的香港會計師和公務員。[148]
- 奧蘭多·麥克法蘭（Orlando McFarlane），69歲，古巴職業棒球大聯盟球員。[149]
- 宮本顯治，98歲，日本政治家，日本共產黨領導人40年，年老。[150]
- Sekou Sundiata，58歲，美國詩人、音樂家和表演藝術家，心力衰竭。[151]
- 查理斯·威利（Charles Wylie），87歲，英國軍官和登山者。[152]

### 19日
- 葛籣·安格斯（Glen Angus），36歲，加拿大遊戲藝術家，心力衰竭。[153]
- 艾弗·伊曼紐爾（Ivor Emmanuel），79歲，英國歌手和演員（祖魯），中風。[154]
- A. K. Faezul Huq，62歲，孟加拉國政治家、律師和自由撰稿人，突發性心力衰竭。[155]
- 羅伯托·豐塔納羅薩（Roberto Fontanarrosa），62歲，阿根廷漫畫家和作家，肌萎縮側索硬化症。[156]
- 霍華德·賈德（Howard Judd），71歲，美國婦女健康研究員，充血性心力衰竭。[157][158]
- 84歲的美國行銷先驅雪麗·斯萊辛格·拉斯韋爾（Shirley Slesinger Lasswell）起訴迪士尼，理由是小熊維尼的版稅，呼吸衰竭。[159]
- 赫克托·麥克萊恩（Hector MacLean），93歲，英國二戰戰鬥機飛行員。[160]
- 第二代內森男爵羅傑·內森（Roger Nathan，Baron Nathan），84歲，英國律師和貴族。[161]
- Alanah Woody，51歲，美國考古學家，內華達州岩畫基金會執行董事。[162]

### 20日
- Ollie Bridewell，21歲，英國摩托車賽車手，在英國超級摩托車錦標賽的比賽練習中墜毀。[163]
- 戈爾德·弗拉米（Golde Flami），89歲，阿根廷女演員。[164]
- 塔米·費耶·梅斯納（Tammy Faye Messner），65歲，美國傳教士，轉移性結腸癌。[165]
- 大衛·普裡斯（David Preece），44歲，英國足球運動員（盧頓鎮），喉癌。[166]
- 莫裡斯·瑞爾（Maurice Riel），85歲，加拿大參議員。[167]
- Kai Siegbahn，89歲，瑞典烏普薩拉大學物理學家，1981年獲得諾貝爾物理學獎。[168]
- 傑夫·泰勒（Geoff Taylor），84歲，英國足球運動員。[169]
- 彼特·威爾遜（Pete Wilson），62歲，美國廣播員，心臟病發作。[170]

### 21日
- 唐·雅頓（Don Arden），81歲，英國搖滾經理，莎朗·奧斯本（Sharon Osbourne）的父親。[171]
- René Deceja，73歲，烏拉圭奧運自行車運動員。[172]
- Jack Fearey，84歲，美國電視先驅，Bumbershoot音樂節創始人。[173]
- 赫蘇斯·德·波蘭科（Jesús de Polanco），77歲，西班牙媒體企業家和出版商（El País），關節炎併發症。[174]
- Sherwin Wine，79歲，美國拉比，伯明罕聖殿和人文猶太教運動的創始人，車禍。[175]
- 杨析综，79歲，中國政治家，四川省省長，河南省委書記。[176]

### 22日
- 德里克·巴扎爾蓋特（Derek Bazalgette），83歲，英國海軍上將。[177]
- 約翰·伯內特爵士，85歲，英國學者，愛丁堡大學校長（1979-1987）。[178]
- 卡梅洛·卡梅特，102歲，阿根廷1928年奧運會擊劍銅牌得主，在世年齡最大的前奧運選手。[179]
- Mike Coolbaugh，35歲，美國棒球一壘教練，塔爾薩鑽探隊，頭部受傷。[180]
- 賈羅德·坎寧安（Jarrod Cunningham），38歲，紐西蘭橄欖球聯盟足球運動員，倫敦愛爾蘭人，運動神經元疾病。[181]
- 諾瑪·加布勒（Norma Gabler），84歲，美國教科書活動家，帕金森病。[182]
- 沃爾特·喬納（Walter Jona），81歲，澳大利亞政治家，維多利亞州立法議會議員（1964-1985）。[183]
- 拉斯洛·科瓦奇（László Kovács），74歲，匈牙利裔美國電影攝影師（《逍遙騎士》《捉鬼敢死隊》《五件小事》）。[184]
- 安德列·米隆戈，71歲，剛果總理（1991-1992）。[185]
- 乌尔里希·穆埃（Ulrich Mühe），54歲，德國演員（《他人的生活》），胃癌。[186]
- Jean Stablinski，75歲，法國自行車手。[187]
- 羅莉·斯泰爾斯（Rollie Stiles），100歲，美國最年長的前美國職業棒球大聯盟球員。[188]
- 格哈德·蒂爾克（Gerhard Thielcke），76歲，德國環保主義者，BUND聯合創始人，頭部受傷。[189]

### 23日
- 佛朗哥·科莫（Franco Cuomo），69歲，義大利作家。[190]
- 湯姆·大衛斯爵士，90歲，庫克群島總理（1978-1987）。[191]
- 奧蒂斯·大衛斯（Otis Davis），86歲，美國職業棒球大聯盟布魯克林道奇隊球員。[192]
- 恩斯特·奥托·菲舍尔（Ernst Otto Fischer），88歲，德國諾貝爾獎獲得者。[193]
- Tor Kamata，70歲，美國職業摔跤手（Stampede Wrestling），心臟病。ref>Oliver, Greg. . SLAM! Wrestling. 26 July 2007  [28 July 2018]. 原始内容存档于July 20, 2012.</ref>
- Daniel E. Koshland， Jr.，87歲，美國科學家，《科學》雜誌編輯（1985-1995），中風。[194]
- 班傑明·利貝特（Benjamin Libet），91歲，美國人類意識領域的先驅科學家。[195]
- 羅恩·米勒（Ron Miller），74歲，美國詞曲作者（“Touch Me in the Morning”，“For Once in My Life”），心臟驟停。[196]
- Gyani Nand，64歲，斐濟政治家（FLP，2001—2006年），農業部長（2006年）。[197]
- 瓊·奧哈拉（Joan O'Hara），76歲，愛爾蘭女演員，心臟病。[198]
- 瑪麗·安妮·斯科爾斯（Mary Anne Scoles），110歲，加拿大和曼尼托巴省最年長的驗證者。[199]
- 米爾沙·塞拉諾（Mirsha Serrano），28歲，Tecos UAG的墨西哥足球運動員，車禍。[200]
- 喬治·塔博里（George Tabori），93歲，匈牙利出生的英國戲劇導演。[201]
- 穆罕默德·查希尔·沙阿（Mohammed Zahir Shah），92歲，阿富汗王室成員，阿富汗末代國王。[202]
- 约瑟夫·牛顿·钱德勒三世（Joseph Newton Chandler III），75岁，美国退休职员，著名的身份盗窃者，自杀，2018年确定真实身份为罗伯特·伊万·尼科尔斯（英语：Robert Ivan Nichols）[203]。

### 24日
- 乔治·安格莱西奥（Giorgio Anglesio），85歲，義大利奧運擊劍運動員。[204]
- 埃裡克·大衛斯（Eric Davis），75歲，英格蘭足球運動員（普利茅斯阿蓋爾）。[205]
- 阿尔伯特·艾利斯（Albert Ellis），93歲，美國認知行為療法的先驅，腎臟和心力衰竭。[206]
- Chaney Kley，34歲，美國演員（《盾牌》《黑暗隕落》《律政俏佳人》），吸毒過量。[207]
- 阿卜杜拉·馬赫蘇德（Abdullah Mehsud），31歲，巴基斯坦塔利班指揮官，用手榴彈自殺。[208]
- 傑弗里·納塔爾（Geoffrey Nuttall），95歲，英國歷史學家和不墨守成規的牧師。[209]
- 愛德華·沙利文（Edward J. Sullivan），86歲，馬薩諸塞州米德爾塞克斯縣美國法院書記員。[210]
- 查理斯·懷廷（Charles Whiting），80歲，英國作家和軍事歷史學家。[211]
- 威廉·楊（William Young），107歲，英國飛行員，皇家飛行隊（Royal Flying Corps）的第一次世界大戰老兵。[212]
- 尼古拉·扎卡里亞（Nicola Zaccaria），84歲，希臘歌劇男低音，阿爾茨海默病。[213]
- 萊利·安·索耶斯（Riley Ann Sawyers），2歲，美國謀殺案受害者。

### 25日
- 裴亨奎，42歲，韓國牧師，塔利班人質，被槍殺。[214]
- 丹尼·貝加拉（Danny Bergara），64歲，烏拉圭斯托克波特縣和汶萊足球經理，中風。[[215][216]
- 雷蒙德·布裡斯托（Raymond Bristow），98歲，英國牧師，任職時間最長的聖公會牧師。[217]
- Bernd Jakubowski，54歲，德國足球運動員（東德），短暫生病後。[218]
- 傑西·馬倫德（Jesse Marunde），27歲，美國強人，心臟病發作。[219]

### 26日
- 喬治·布朗，65歲，伯利茲首席大法官（1990-1998），疾病。[220]
- 拉爾斯·福塞爾（Lars Forssell），79歲，瑞典作家，瑞典學院院士。[221]
- 埃莉諾·約瑟芬·麥克唐納（Eleanor Josephine Macdonald），101歲，美國癌症研究員。[222]
- 約翰·諾明頓（John Normington），70歲，英國演員（《贖罪》《神秘博士》《滾球》），胰腺癌。[223]
- 斯基普·普羅瑟（Skip Prosser），56歲，維克森林大學（Wake Forest University）的美國大學籃球教練，心臟病發作。[224]
- 阿爾貝托·維拉米扎爾（Alberto Villamizar），62歲，哥倫比亞政治家（NL）和外交官，肺部手術併發症。[225]

### 27日
- 加布里埃爾·西斯內羅斯（Gabriel Cisneros），66歲，西班牙政治家（PP），1978年憲法的合著者，中風併發症。[226]
- Lucky Grills，79歲，澳大利亞喜劇演員和演員（Bluey）。[227]
- 范尼·希爾史密斯（Fannie Hillsmith），96歲，美國立體派畫家。[228]
- 阿卜杜拉·庫爾舒米，75歲，葉門政治家，阿拉伯葉門共和國總理（1969-1970）。[229]
- 詹姆斯·奧耶博拉，46歲，英國重量級拳擊手，射擊。[230]
- 現年79歲的艾倫·波塔施（Alan Pottasch）是百事可樂的美國廣告主管，他開發了百事可樂一代（Pepsi Generation）廣告活動。[231]
- 克裡斯托夫·魯爾（Christophe Ruer），42歲，法國奧運現代五項全能運動員（1988年、1992年、1996年），摩托車事故。[232]
- 威廉·塔特爾（William J. Tuttle），95歲，美國化妝師（《西北偏北》、《雨中歌唱》、《熱鐵皮屋頂上的貓》）。[233]

### 28日
- 阮福保隆，71歲，越南末代皇帝保大帝的兒子。
- Kazi Lhendup Dorjee，102歲，印度錫金第一任首席部長（SNC，1974-1978），心臟病發作。[234]
- Karl Gotch，82歲，德國出生的職業摔跤手。[235]
- 伊西多爾·伊蘇，82歲，法國詩人、電影評論家和藝術家。[236]
- 吉姆·勒羅伊（Jim LeRoy），46歲，美國特技飛行員，空難。[237]
- 薩爾·莫斯卡（Sal Mosca），80歲，美國爵士鋼琴家和教育家。[238]

### 29日
- 伊恩·安斯特拉瑟（Ian Anstruther），85歲，英國外交官，男爵，作家和文學贊助人。[239]
- 傑克·科爾（Jack Cole），87歲，美國出版商（Cole Directory），癌症。[240]
- 詹姆斯·大衛（James David），79歲，美式橄欖球運動員（底特律雄獅隊），長期患病。[241]
- 阿特·大衛斯（Art Davis），73歲，美國爵士樂低音提琴手，心臟病發作。[242]
- Phil Drabble，93歲，英國電視節目主持人（《一個人和他的狗》）。[243]
- 邁克·裡德（Mike Reid），67歲，英國喜劇演員和演員（EastEnders，Snatch，Yus，My Dear），心臟病發作。[244]
- 比爾·羅賓遜（Bill Robinson），64歲，美國棒球運動員（勇士隊、洋基隊、費城人隊和海盜隊）和教練。[245]
- 蜜雪兒·塞羅（Michel Serrault），79歲，法國演員（La Cage aux Folles），癌症。[246]
- 湯姆·斯奈德（Tom Snyder），71歲，美國脫口秀主持人（《明日秀》（The Tomorrow Show）、《深夜秀》（The Late Late Show））和記者，白血病併發症。[247]
- 馬文·辛德勒（Marvin Zindler），85歲，美國記者，胰腺癌。[248]

### 30日
- 米开朗基罗·安东尼奥尼（Michelangelo Antonioni），94歲，義大利電影導演（L'avventura，Blowup，Zabriskie Point）。[249]
- Teoctist Arăpaşu，92歲，羅馬尼亞東正教的羅馬尼亞族長，心臟病發作。[250]
- 英格玛·伯格曼（Ingmar Bergman），89歲，瑞典電影導演（《第七封印》，《野草莓》，《范妮和亞歷山大》），奧斯卡獎得主（1961年，1962年，1984年）。[251]
- Fausto Sucena Rasga Filho，78歲，巴西奧運籃球運動員。[252]
- 湯瑪斯·麥格勞（Thomas McGraw），54歲，英國黑幫，心臟病發作。[253]
- 阿裡·梅什基尼（Ali Meshkini），86歲，伊朗專家大會主席，呼吸和腎臟併發症。[254]
- 安妮·奧布萊恩（Anne O'Brien），95歲，美國奧運運動員。[255]
- 小田实，75歲，日本作家和反戰活動家，癌症。[256]
- 沈聖珉，29歲，韓國塔利班人質，被槍殺。[257]
- 理查·斯托特（Richard Stott），63歲，英國報紙編輯和作家，胰腺癌。[258]
- 比爾·沃爾什（Bill Walsh），75歲，美國三屆超級碗冠軍三藩市49人隊足球教練，職業橄欖球名人堂成員，白血病。[259]
- 文兴宇，65歲，中國喜劇演員，肺癌。[260]

### 31日
- 瑪格麗特·艾維森（Margaret Avison），89歲，加拿大詩人。[261]
- J·埃斯蒙德·巴里（J. Esmonde Barry），83歲，加拿大醫療保健活動家和政治評論員，心臟病發作併發症。[262]
- 諾曼·科恩（Norman Cohn），92歲，英國歷史學家，退行性心臟病。[263]
- 奧利弗·摩根（Oliver Morgan），74歲，美國節奏藍調歌手，心臟病發作。[264]
- R. D. Wingfield，79歲，英國作家和廣播劇作家。[265]